# DarkWolf
DarkWolf ist ein US-amerikanischer Horrorfilm aus dem Jahre 2003.

## Handlung
Bei der Jagd auf einen starken und mächtigen Werwolfhybriden werden zwei Polizisten getötet. Steve Turley macht mit seiner Kollegin Jagd auf die Bestie, den DarkWolf. Der DarkWolf ist auf der Suche nach einer jungen Frau, die sich diesen Vollmond zum ersten Mal in einen Werwolf verwandelt, um mit ihr eine neue Generation von reinrassigen Werwölfen zu schaffen. Steve findet die Frau, Josie, und bringt sie in Sicherheit. Jeder, der mit Josie in Berührung war, wird über den Geruch vom DarkWolf aufgespürt und getötet. Um Josies Freunde zu warnen, kehren sie zurück und es kommt zum großen Kampf gegen den DarkWolf.

## Kritik
Das Lexikon des internationalen Films urteilte, der Film sei ein „bescheidener Horrorfilm, der das Werwolf-Thema um eine sexuelle Variante bereichert, ohne dem Genre neue Wege zu eröffnen“. „Die Spezialeffekte.“ seien „unterdurchschnittlich.“